# Prionodon pardicolor
Espèce
Répartition géographique
Statut de conservation UICN

 LC  : Préoccupation mineure
Statut CITES
Le Linsang tacheté (Prionodon pardicolor) est une civette de la famille des Prionodontidae.
Il possède un corps allongé d'un pelage orange ou crème, tacheté de noir. Il vit dans les forêts tropicales et subtropicales entre 150 et 2000 m d’altitude dans l'est de l'Himalaya. IL est très discret, de nature solitaire et vit dans les arbres. Il se nourrit de petits oiseaux, de mammifères, d'insectes ou de cadavres. La femelle a deux portées par an, une en février et une autre en août. La gestation dure entre 60 et 70 jours pour 2 à 4 petits.